# 14e étape du Tour de France 2018
Pour un article plus général, voir Tour de France 2018.
La 14e étape du Tour de France 2018 se déroule le samedi 21 juillet 2018 de Saint-Paul-Trois-Châteaux à Mende, sur une distance de 188 kilomètres.

## Résultats

### Classement de l'étape
| Classement de la 14e étape | Classement de la 14e étape | Classement de la 14e étape | Classement de la 14e étape | Classement de la 14e étape |
|                            | Coureur                    | Pays                       | Équipe                     | Temps                      |
| -------------------------- | -------------------------- | -------------------------- | -------------------------- | -------------------------- |
| 1er                        | Omar Fraile                | Espagne                    | Astana                     | en 4 h 41 min 57 s         |
| 2e                         | Julian Alaphilippe         | France                     | Quick-Step Floors          | + 6 s                      |
| 3e                         | Jasper Stuyven             | Belgique                   | Trek-Segafredo             | + 6 s                      |
| 4e                         | Peter Sagan                | Slovaquie                  | Bora-Hansgrohe             | + 12 s                     |
| 5e                         | Damiano Caruso             | Italie                     | BMC Racing                 | + 17 s                     |
| 6e                         | Simon Geschke              | Allemagne                  | Sunweb                     | + 19 s                     |
| 7e                         | Nicolas Edet               | France                     | Cofidis                    | + 19 s                     |
| 8e                         | Lilian Calmejane           | France                     | Direct Energie             | + 23 s                     |
| 9e                         | Daryl Impey                | Afrique du Sud             | Mitchelton-Scott           | + 30 s                     |
| 10e                        | Thomas De Gendt            | Belgique                   | Lotto-Soudal               | + 37 s                     |
| modifier                   |                            |                            |                            |                            |

### Points attribués
| Sprint intermédiaire Bessèges (km 90) | Sprint intermédiaire Bessèges (km 90) | Sprint intermédiaire Bessèges (km 90) | Sprint intermédiaire Bessèges (km 90) | Sprint intermédiaire Bessèges (km 90) |
| ------------------------------------- | ------------------------------------- | ------------------------------------- | ------------------------------------- | ------------------------------------- |
|                                       | Coureur                               | Pays                                  | Équipe                                | Point(s)                              |
| 1er                                   | Peter Sagan                           | Slovaquie                             | Bora-Hansgrohe                        | 20                                    |
| 2e                                    | Thomas Boudat                         | France                                | Direct Énergie                        | 17                                    |
| 3e                                    | Yves Lampaert                         | Belgique                              | Quick-Step Floors                     | 15                                    |
| 4e                                    | Thomas De Gendt                       | Belgique                              | Lotto-Soudal                          | 13                                    |
| 5e                                    | Greg Van Avermaet                     | Belgique                              | BMC Racing                            | 11                                    |
| 6e                                    | Maciej Bodnar                         | Pologne                               | Bora-Hansgrohe                        | 10                                    |
| 7e                                    | Julien Vermote                        | Belgique                              | Dimension Data                        | 9                                     |
| 8e                                    | Jasper Stuyven                        | Belgique                              | Trek-Segafredo                        | 8                                     |
| 9e                                    | Kristjan Koren                        | Slovénie                              | Bahrain-Merida                        | 7                                     |
| 10e                                   | Thomas Degand                         | Belgique                              | Wanty-Groupe Gobert                   | 6                                     |
| 11e                                   | Nicolas Edet                          | France                                | Cofidis                               | 5                                     |
| 12e                                   | Philipe Gilbert                       | Belgique                              | Quick-Step Floors                     | 4                                     |
| 13e                                   | Daryl Impey                           | Afrique du Sud                        | Mitchelton-Scott                      | 3                                     |
| 14e                                   | Anthony Turgis                        | France                                | Cofidis                               | 2                                     |
| 15e                                   | Michael Hepburn                       | Australie                             | Mitchelton-Scott                      | 1                                     |
| modifier                              |                                       |                                       |                                       |                                       |

| Arrivée d'étape Mende (km 188) | Arrivée d'étape Mende (km 188) | Arrivée d'étape Mende (km 188) | Arrivée d'étape Mende (km 188) | Arrivée d'étape Mende (km 188) |
| ------------------------------ | ------------------------------ | ------------------------------ | ------------------------------ | ------------------------------ |
|                                | Coureur                        | Pays                           | Équipe                         | Point(s)                       |
| 1er                            | Omar Fraile                    | Espagne                        | Astana                         | 30                             |
| 2e                             | Julian Alaphilippe             | France                         | Quick-Step Floors              | 25                             |
| 3e                             | Jasper Stuyven                 | Belgique                       | Trek-Segafredo                 | 22                             |
| 4e                             | Peter Sagan                    | Slovaquie                      | Bora-Hansgrohe                 | 19                             |
| 5e                             | Damiano Caruso                 | Italie                         | BMC Racing                     | 17                             |
| 6e                             | Simon Geschke                  | Allemagne                      | Sunweb                         | 15                             |
| 7e                             | Nicolas Edet                   | France                         | Cofidis                        | 13                             |
| 8e                             | Lilian Calmejane               | France                         | Direct Energie                 | 11                             |
| 9e                             | Daryl Impey                    | Afrique du Sud                 | Mitchelton-Scott               | 9                              |
| 10e                            | Thomas De Gendt                | Belgique                       | Lotto-Soudal                   | 7                              |
| 11e                            | Pierre Rolland                 | France                         | EF Education First-Drapac      | 6                              |
| 12e                            | Daniel Martínez                | Colombie                       | EF Education First-Drapac      | 5                              |
| 13e                            | Anthony Perez                  | France                         | Cofidis                        | 4                              |
| 14e                            | Gorka Izagirre                 | Espagne                        | Bahrain-Merida                 | 3                              |
| 15e                            | Philippe Gilbert               | Belgique                       | Quick-Step Floors              | 2                              |
| modifier                       |                                |                                |                                |                                |

|   | Coureur            | Pays     | Équipe            | Bonifications |
| - | ------------------ | -------- | ----------------- | ------------- |
| 1 | Omar Fraile        | Espagne  | Astana            | 10 s          |
| 2 | Julian Alaphilippe | France   | Quick-Step Floors | 6 s           |
| 3 | Jasper Stuyven     | Belgique | Trek-Segafredo    | 4 s           |

### Cols et côtes
| Côte du Grand Châtaignier (km 81) 4e catégorie (1 km à 7,4%) | Côte du Grand Châtaignier (km 81) 4e catégorie (1 km à 7,4%) | Côte du Grand Châtaignier (km 81) 4e catégorie (1 km à 7,4%) | Côte du Grand Châtaignier (km 81) 4e catégorie (1 km à 7,4%) | Côte du Grand Châtaignier (km 81) 4e catégorie (1 km à 7,4%) |
| ------------------------------------------------------------ | ------------------------------------------------------------ | ------------------------------------------------------------ | ------------------------------------------------------------ | ------------------------------------------------------------ |
|                                                              | Coureur                                                      | Pays                                                         | Équipe                                                       | Point(s)                                                     |
| 1er                                                          | Julian Alaphilippe                                           | France                                                       | Quick-Step Floors                                            | 1                                                            |
| modifier                                                     |                                                              |                                                              |                                                              |                                                              |

| Col de la Croix-de-Berthel (km 129) 2e catégorie (9,1 km à 5,3%) | Col de la Croix-de-Berthel (km 129) 2e catégorie (9,1 km à 5,3%) | Col de la Croix-de-Berthel (km 129) 2e catégorie (9,1 km à 5,3%) | Col de la Croix-de-Berthel (km 129) 2e catégorie (9,1 km à 5,3%) | Col de la Croix-de-Berthel (km 129) 2e catégorie (9,1 km à 5,3%) |
| ---------------------------------------------------------------- | ---------------------------------------------------------------- | ---------------------------------------------------------------- | ---------------------------------------------------------------- | ---------------------------------------------------------------- |
|                                                                  | Coureur                                                          | Pays                                                             | Équipe                                                           | Point(s)                                                         |
| 1er                                                              | Gorka Izagirre                                                   | Espagne                                                          | Bahrain-Merida                                                   | 5                                                                |
| 2e                                                               | Tom-Jelte Slagter                                                | Pays-Bas                                                         | Dimension Data                                                   | 3                                                                |
| 3e                                                               | Julian Alaphilippe                                               | France                                                           | Quick-Step Floors                                                | 2                                                                |
| 4e                                                               | Philippe Gilbert                                                 | Belgique                                                         | Quick-Step Floors                                                | 1                                                                |
| modifier                                                         |                                                                  |                                                                  |                                                                  |                                                                  |

| Col du Pont-sans-Eau (km 142) 3e catégorie (3,3 km à 6,3%) | Col du Pont-sans-Eau (km 142) 3e catégorie (3,3 km à 6,3%) | Col du Pont-sans-Eau (km 142) 3e catégorie (3,3 km à 6,3%) | Col du Pont-sans-Eau (km 142) 3e catégorie (3,3 km à 6,3%) | Col du Pont-sans-Eau (km 142) 3e catégorie (3,3 km à 6,3%) |
| ---------------------------------------------------------- | ---------------------------------------------------------- | ---------------------------------------------------------- | ---------------------------------------------------------- | ---------------------------------------------------------- |
|                                                            | Coureur                                                    | Pays                                                       | Équipe                                                     | Point(s)                                                   |
| 1er                                                        | Jasper Stuyven                                             | Belgique                                                   | Trek-Segafredo                                             | 2                                                          |
| 2e                                                         | Gorka Izagirre                                             | Espagne                                                    | Bahrain-Merida                                             | 1                                                          |
| modifier                                                   |                                                            |                                                            |                                                            |                                                            |

| Côte de la Croix Neuve (km 186,5) 2e catégorie (3 km à 10,2%) | Côte de la Croix Neuve (km 186,5) 2e catégorie (3 km à 10,2%) | Côte de la Croix Neuve (km 186,5) 2e catégorie (3 km à 10,2%) | Côte de la Croix Neuve (km 186,5) 2e catégorie (3 km à 10,2%) | Côte de la Croix Neuve (km 186,5) 2e catégorie (3 km à 10,2%) |
| ------------------------------------------------------------- | ------------------------------------------------------------- | ------------------------------------------------------------- | ------------------------------------------------------------- | ------------------------------------------------------------- |
|                                                               | Coureur                                                       | Pays                                                          | Équipe                                                        | Point(s)                                                      |
| 1er                                                           | Omar Fraile                                                   | Espagne                                                       | Astana                                                        | 5                                                             |
| 2e                                                            | Julian Alaphilippe                                            | France                                                        | Quick-Step Floors                                             | 3                                                             |
| 3e                                                            | Jasper Stuyven                                                | Belgique                                                      | Trek-Segafredo                                                | 2                                                             |
| 4e                                                            | Peter Sagan                                                   | Slovaquie                                                     | Bora-Hansgrohe                                                | 1                                                             |
| modifier                                                      |                                                               |                                                               |                                                               |                                                               |

### Prix de la combativité
- Jasper Stuyven (Trek-Segafredo)

## Classements à l'issue de l'étape

### Classement général
| Classement général | Classement général | Classement général | Classement général | Classement général  |
|                    | Coureur            | Pays               | Équipe             | Temps               |
| ------------------ | ------------------ | ------------------ | ------------------ | ------------------- |
| 1er                | Geraint Thomas     | Royaume-Uni        | Sky                | en 58 h 10 min 44 s |
| 2e                 | Christopher Froome | Royaume-Uni        | Sky                | + 1 min 39 s        |
| 3e                 | Tom Dumoulin       | Pays-Bas           | Sunweb             | + 1 min 50 s        |
| 4e                 | Primož Roglič      | Slovénie           | Lotto NL-Jumbo     | + 2 min 38 s        |
| 5e                 | Romain Bardet      | France             | AG2R La Mondiale   | + 3 min 21 s        |
| 6e                 | Mikel Landa        | Espagne            | Movistar           | + 3 min 42 s        |
| 7e                 | Steven Kruijswijk  | Pays-Bas           | Lotto NL-Jumbo     | + 3 min 57 s        |
| 8e                 | Nairo Quintana     | Colombie           | Movistar           | + 4 min 23 s        |
| 9e                 | Jakob Fuglsang     | Danemark           | Astana             | + 6 min 14 s        |
| 10e                | Daniel Martin      | Irlande            | UAE Emirates       | + 6 min 54 s        |
| modifier           |                    |                    |                    |                     |

### Classement par points
| Classement par points | Classement par points | Classement par points | Classement par points | Classement par points |
| --------------------- | --------------------- | --------------------- | --------------------- | --------------------- |
|                       | Coureur               | Pays                  | Équipe                | Point(s)              |
| 1er                   | Peter Sagan           | Slovaquie             | Bora-Hansgrohe        | 437 points            |
| 2e                    | Alexander Kristoff    | Norvège               | UAE Emirates          | 170 pts               |
| 3e                    | Arnaud Démare         | France                | Groupama-FDJ          | 133 pts               |
| 4e                    | John Degenkolb        | Allemagne             | Trek-Segafredo        | 128 pts               |
| 5e                    | Andrea Pasqualon      | Italie                | Wanty-Groupe Gobert   | 100 pts               |
| 6e                    | Greg Van Avermaet     | Belgique              | BMC Racing            | 96 pts                |
| 7e                    | Julian Alaphilippe    | France                | Quick-Step Floors     | 89 pts                |
| 8e                    | Philippe Gilbert      | Belgique              | Quick-Step Floors     | 84 pts                |
| 9e                    | Sonny Colbrelli       | Italie                | Bahrain-Merida        | 72 pts                |
| 10e                   | Thomas De Gendt       | Belgique              | Lotto-Soudal          | 71 pts                |
| modifier              |                       |                       |                       |                       |

### Classement du meilleur jeune
| Classement général du meilleur jeune | Classement général du meilleur jeune | Classement général du meilleur jeune | Classement général du meilleur jeune | Classement général du meilleur jeune |
|                                      | Coureur                              | Pays                                 | Équipe                               | Temps                                |
| ------------------------------------ | ------------------------------------ | ------------------------------------ | ------------------------------------ | ------------------------------------ |
| 1er                                  | Pierre Latour                        | France                               | AG2R La Mondiale                     | en 58 h 28 min 12 s                  |
| 2e                                   | Guillaume Martin                     | France                               | Wanty-Groupe Gobert                  | + 2 min 27 s                         |
| 3e                                   | Egan Bernal                          | Colombie                             | Sky                                  | + 6 min 16 s                         |
| 4e                                   | Daniel Martínez                      | Colombie                             | EF Education First-Drapac            | + 37 min 25 s                        |
| 5e                                   | Stefan Küng                          | Suisse                               | BMC Racing                           | + 38 min 37 s                        |
| 6e                                   | David Gaudu                          | France                               | Groupama-FDJ                         | + 39 min 23 s                        |
| 7e                                   | Søren Kragh Andersen                 | Danemark                             | Sunweb                               | + 52 min 33 s                        |
| 8e                                   | Antwan Tolhoek                       | Pays-Bas                             | Lotto NL-Jumbo                       | + 1 h 2 min 44 s                     |
| 9e                                   | Magnus Cort Nielsen                  | Danemark                             | Astana                               | + 1 h 16 min 40 s                    |
| 10e                                  | Thomas Boudat                        | France                               | Direct Énergie                       | + 1 h 23 min 58 s                    |
| modifier                             |                                      |                                      |                                      |                                      |

### Classement du meilleur grimpeur
| Classement du meilleur grimpeur | Classement du meilleur grimpeur | Classement du meilleur grimpeur | Classement du meilleur grimpeur | Classement du meilleur grimpeur |
| ------------------------------- | ------------------------------- | ------------------------------- | ------------------------------- | ------------------------------- |
|                                 | Coureur                         | Pays                            | Équipe                          | Point(s)                        |
| 1er                             | Julian Alaphilippe              | France                          | Quick-Step Floors               | 90 points                       |
| 2e                              | Warren Barguil                  | France                          | Fortuneo-Samsic                 | 70 pts                          |
| 3e                              | Serge Pauwels                   | Belgique                        | Dimension Data                  | 63 pts                          |
| 4e                              | Geraint Thomas                  | Royaume-Uni                     | Sky                             | 30 pts                          |
| 5e                              | David Gaudu                     | France                          | Groupama-FDJ                    | 25 pts                          |
| 6e                              | Pierre Rolland                  | France                          | EF Education First-Drapac       | 23 pts                          |
| 7e                              | Tom Dumoulin                    | Pays-Bas                        | Sunweb                          | 23 pts                          |
| 8e                              | Rudy Molard                     | France                          | Groupama-FDJ                    | 22 pts                          |
| 9e                              | Steven Kruijswijk               | Pays-Bas                        | Lotto NL-Jumbo                  | 20 pts                          |
| 10e                             | Mikel Nieve                     | Espagne                         | Mitchelton-Scott                | 19 pts                          |
| modifier                        |                                 |                                 |                                 |                                 |

### Classement par équipes
| Classement par équipes | Classement par équipes | Classement par équipes | Classement par équipes |
|                        | Équipe                 | Pays                   | Temps                  |
| ---------------------- | ---------------------- | ---------------------- | ---------------------- |
| 1re                    | Movistar               | Espagne                | en 175 h 13 min 5 s    |
| 2e                     | Bahrain-Merida         | Bahreïn                | + 10 min 16 s          |
| 3e                     | Sky                    | Royaume-Uni            | + 19 min 40 s          |
| 4e                     | Lotto NL-Jumbo         | Pays-Bas               | + 29 min 18 s          |
| 5e                     | Astana                 | Kazakhstan             | + 50 min 54 s          |
| 6e                     | Sunweb                 | Allemagne              | + 1 h 5 min 36 s       |
| 7e                     | BMC Racing             | États-Unis             | + 1 h 6 min 2 s        |
| 8e                     | AG2R La Mondiale       | France                 | + 1 h 6 min 37 s       |
| 9e                     | Mitchelton-Scott       | Australie              | + 1 h 21 min 9 s       |
| 10e                    | Quick-Step Floors      | Belgique               | + 1 h 23 min 23 s      |
| modifier               |                        |                        |                        |

## Abandon
- 82 -  Patrick Bevin (BMC Racing) : abandon[2]